# Liste von Burgen, Schlössern und Festungen im Rhein-Kreis Neuss

Gemeinden im Rhein-Kreis Neuss

Liste von Burgen, Schlössern und Festungen im Rhein-Kreis Neuss benennt historische Anlagen im Rhein-Kreis Neuss.

## Liste

### Dormagen
| Name             | Bemerkungen                                                                              | Bild |
| ---------------- | ---------------------------------------------------------------------------------------- | ---- |
| Burg Friedestrom | In Zons, 1371 als Zollfeste errichtet.                                                   |      |
| Feste Zons       | Die Stadtbefestigung mit Mauern und Gräben erfolgte zeitgleich mit der Burg Friedestrom. |      |

### Grevenbroich
| Name                                                    | Bemerkungen                                                                                           | Bild |
| ------------------------------------------------------- | --- | ---- |
| Altes Schloss                                           | |      |
| Rittergut Noithausen                                    | Im Ortsteil Noithausen, aus dem 18. Jahrhundert.                                                      |      |
| Haus Elsen                                              | |      |
| Burg Frenzenhof                                         | |      |
| Haus Horr                                               | |      |
| Haus Busch                                              | Wevelinghoven                                                                                         |      |
| Husterknupp                                             | In Frimmersdorf, abgegangene niederrheinische Motte bei Frimmersdorf, Sitz der Grafen von Hochstaden. |      |
| Schloss Hülchrath                                       | Hülchrath                                                                                             |      |
| Schloss Langwaden                                       | Langwaden                                                                                             |      |
| Burg Lievendahl, auch Wölkersburg genannt               | Auf der Stadtparkinsel Grevenbroich. Abgegangen.                                                      |      |
| Burg Noithausen                                         | Grevenbroich                                                                                          |      |
| Burg Wevelinghoven, auch als Motte im Zubend bezeichnet | In Wevelinghoven.                                                                                     |      |
| Burg Gubisrath                                          | In Gubisrath.                                                                                         |      |

### Jüchen
| Name              | Bemerkungen                                                    | Bild |
| ----------------- | -------------------------------------------------------------- | ---- |
| Haus Bontenbroich | Kelzenberg                                                     |      |
| Schloss Dyck      | Aldenhoven                                                     |      |
| Haus Flaßrath     | Hoppers                                                        |      |
| Haus Katz         | Jüchen                                                         |      |
| Rittergut Leuffen | In Alt-Otzenrath. Aufgrund des Tagebaus Garzweiler abgerissen. |      |
| Haus Neuenhoven   | Neuenhoven                                                     |      |

### Kaarst
| Name       | Bemerkungen | Bild |
| ---------- | --- | ---- |
| Lauvenburg | In Kaarst. Die Anlage reicht auf die Zeit vor 1300 zurück, wurde Ende des 19. Jahrhunderts aber stark verändert. |      |

### Korschenbroich
| Name                                 | Bemerkungen | Bild |
| ------------------------------------ | --- | ---- |
| Rittergut Birkhof                    | |      |
| Haus Fürth                           | in Liedberg.                                                                                                   |      |
| Mühlenturm Liedberg                  | in Liedberg.                                                                                                   |      |
| Haus Glehn, auch Fleckenhaus genannt | Glehn |      |
| Schloss Liedberg                     | Liedberg |      |
| Schloss Myllendonk                   | Herrenshoff |      |
| Haus Raedt                           | In Liedberg. Wasserschloss.                                                                                    |      |
| Haus Schlickum                       | In Schlich, Glehn                                                                                              |      |
| Burg Steinhausen                     | In Steinhausen. Im 14. Jahrhundert erstmals urkundlich erwähnt. Zwischen 1866 und 1896 vollständig abgerissen. |      |

### Meerbusch
| Name           | Bemerkungen               | Bild |
| -------------- | ------------------------- | ---- |
| Dyckhof        | In Büderich.              |      |
| Fronhof        | Lank-Latum                |      |
| Haus Gripswald | Ossum                     |      |
| Haus Hamm      | Strümp                    |      |
| Haus Latum     | Lank-Latum                |      |
| Haus Kierst    | Langst-Kierst             |      |
| Haus Meer      | Büderich                  |      |
| Schloss Pesch  | zwischen Strümp und Ossum |      |
| Haus Radong    | Bösinghoven               |      |
| Haus Schakum   | Meerbusch                 |      |
| Weilerhof      | Bösinghoven               |      |

### Neuss
| Name                                      | Bemerkungen | Bild |
| ----------------------------------------- | --- | ---- |
| Kloster Eppinghoven                       | Im Ortsteil Eppinghoven im Stadtteil Holzheim. 1802 wurde das Kloster aufgehoben.                                                                      |      |
| Burg Helpenstein, später Haus Helpenstein | Helpenstein |      |
| Schloss Müggenburg                        | Norf |      |
| Gut Neuenberg                             | Rosellerheide |      |
| Schoss Reuschenberg                       | Reuschenberg |      |
| Haus Vellbrüggen                          | Norf |      |
| Burg Erprath                              | Im Ortsteil Weckhoven. Im 13. Jahrhundert errichtet. Von Kernburg und Hauptburg sind nur noch einige Mauerreste des Wohnturms erhalten. 1586 zerstört. |      |

### Rommerskirchen
| Name                    | Bemerkungen    | Bild |
| ----------------------- | -------------- | ---- |
| Burg Anstel             | Rommerskirchen |      |
| Haus Hoeningen          | Hoeningen      |      |
| Haus Kamp               | Ramrath        |      |
| Haus Leusch             | Ramrath        |      |
| Zehnthof Hoeningen      | In Hoeningen.  |      |
| Kommende Sinstederhof   | In Sinsteden.  |      |
| Rittergut Ramrather Hof |                |      |
| Fronhof Nettesheim      | Nettesheim     |      |